# Linux From Scratch
Linux From Scratch (LFS, «Линукс с нуля») — способ установки Linux, а также книга Герарда Бикманса и др., описывающая процесс сборки своего дистрибутива операционной системы Linux из исходных кодов. Книга свободно доступна на сайте Linux From Scratch. В ней описывается только сборка базовой системы; для тех, кто захочет расширить её за пределы «минимального рабочего варианта», также существует проект Beyond Linux From Scratch (BLFS). Помимо этого, есть и другие книги: Cross Linux from Scratch (CLFS), описывающая кросс-компиляцию и Hardened Linux From Scratch (HLFS), ориентированная на безопасность.
Для сборки по книге нужны свободный раздел на жёстком диске и работающая система на базе Linux, содержащая компилятор и базовый набор библиотек. В качестве такой системы можно использовать обычный дистрибутив. До версии 7.0 можно было использовать Live-CD.
В книге шаг за шагом описывается, как собрать на этой основе свой дистрибутив с самого начала. При этом сборка из исходного кода позволяет добиться значительного улучшения эффективности работы путём отказа от ненужных зависимостей, отказа от ненужных модулей ядра и драйверов, а также оптимизации под заданную модель процессора и ничем не ограниченной возможности выбора собираемых компонентов. Заявлено, что самостоятельная сборка LFS дает читателю представление о принципах, лежащих в основе работы Linux-систем, и помогает лучше понять работу операционных систем в целом. Девизом системы LFS является: «Your distro, your rules» — «Твой дистрибутив — твои правила».
Стабильные версии книги выходят раз в полгода. Начиная с версии 7.6, одновременно с выпуском LFS выходит и BLFS соответствующей версии.
Книга "Linux From Scratch" кроме английского силами мейнтейнеров проекта и энтузиастов переведена на бразильский, китайский, русский и французский языки.

## Мнения
LWN.net рассмотрел LFS в 2004 году:
Linux From Scratch — замечательный проект. Он должен стать обязательным материалом для чтения для всех учебных курсов Linux, и то, что каждый энтузиаст Linux должен проделать хотя бы один раз. Это также создало бы ещё один интересный побочный эффект: люди, которые склонны проявлять неудовлетворенность в списках рассылки и форумах дистрибутивов, вероятно, проявят гораздо больше уважения к разработчикам. Установка готового дистрибутива - тривиальная задача. Создание набора из 4 компакт-дисков, содержащих стабильную, безопасную и надежную операционную систему, и тысячи приложений, безусловно, таковой не являются.
Tux Machines написал обзор на Linux From Scratch 6.1 в 2005 году :
Теперь про BLFS. К сожалению, Beyond Linux From Scratch — это всегда книга, которая стоит за ней. Для меня это не настоящая установка, пока вы не сможете войти в диспетчер окон.
Tux Machines имеет вторую часть и третью часть обзора.